# Paris–Bourges
Paris–Bourges ist ein französisches Straßenradrennen.
Das Eintagesrennen, welches seinen Termin für gewöhnlich Anfang Oktober hat und heutzutage nicht mehr in der französischen Stadt Bourges, sondern in Gien im Département Loiret gestartet wird, wurde bereits im Jahr 1913 zum ersten Mal ausgetragen. In den Jahren 1980 und 1981 fand das Rennen als kurzes Etappenrennen über zwei Abschnitte statt. Seit Einführung der UCI Europe Tour in der Saison 2005 ist das Rennen Teil dieser Rennserie und in die Kategorie 1.1 eingestuft. Paris–Bourges ist außerdem ein Teil des Coupe de France, einer Rennserie von französischen Eintagesrennen. Rekordsieger sind Marcel Dussault, Daniele Nardello, John Degenkolb und Sam Bennett, die das Rennen jeweils zweimal für sich entscheiden konnten.

## Palmarès
| Jahr                       | Sieger                   | Zweiter                   | Dritter                   |          |
| -------------------------- | ------------------------ | ------------------------- | ------------------------- | -------- |
| 1913                       | René Pichon              | Guillaume Bonnet          | Charles Juseret           |          |
| 1914-1916 keine Austragung |                          |                           |                           |          |
| 1917                       | Charles Juseret          | Hubert Noël               | Eugène Platteau           |          |
| 1918-1921 keine Austragung |                          |                           |                           |          |
| 1922                       | Marcel Godard            | Jean Hillarion            | Omer Beaugendre           |          |
| 1923                       | Jean Brunier             | Charles Juseret           | Georges Detreille         |          |
| 1924                       | Marcel Bidot             | Marcel Gobillot           | Paul Lesault              |          |
| 1925                       | Gaston Deschamps         | Hector Denis              | Robert Souderès           |          |
| 1926-1927 keine Austragung |                          |                           |                           |          |
| 1928                       | Fernand Bruynooghe       | André Sauvage             | René Wetzel               |          |
| 1929                       | Théodore Ladron          | André Dumont              | Léon Le Calvez            |          |
| 1930-1931 keine Austragung |                          |                           |                           |          |
| 1932                       | Narcisse Mattuizi        | Raymond Prod'homme        | Riccardo Rodighiero       |          |
| 1933                       | Robert Petit             | Albert Carapezzi          | Louis Thiétard            |          |
| 1934-1946 keine Austragung |                          |                           |                           |          |
| 1947                       | Albert Bourlon           | Georges Barré             | François Person           |          |
| 1948                       | Marcel Dussault          | Maurice Hougron           | Gino Sciardis             |          |
| 1949                       | Marcel Dussault          | Nello Sforacchi           | Jacques Marinelli         |          |
| 1950                       | Armand Audaire           | Galliano Pividori         | Marius Bonnet             |          |
| 1951                       | Jean-Marie Goasmat       | Jacques Marinelli         | Pierre Mancisidor         |          |
| 1952                       | Stanislas Bober          | André Brulé               | Armand Audaire            |          |
| 1953                       | Robert Varnajo           | André Darrigade           | Pierre Molinéris          |          |
| 1954                       | Jean Stablinski          | Norbert Esnault           | Gilbert Loof              |          |
| 1955                       | Jean-Marie Cieleska      | Fernand Picot             | Gilbert Bauvin            |          |
| 1956                       | Joseph Morvan            | Maurice Pèle              | André Dupré               |          |
| 1957                       | Raymond Guégan           | Michel Sallé              | Seamus Elliott            |          |
| 1958-1970 keine Austragung |                          |                           |                           |          |
| 1971                       | Walter Ricci             | Guy Santy                 | Francis Ducreux           |          |
| 1972                       | Cyrille Guimard          | Jean-Pierre Danguillaume  | José Catieau              |          |
| 1973                       | Roland Berland           | Yves Hézard               | Jean-Pierre Genet         |          |
| 1974                       | Barry Hoban              | Régis Ovion               | Charles Rouxel            |          |
| 1975                       | Jean-Pierre Danguillaume | Bernard Hinault           | Raymond Poulidor          |          |
| 1976                       | Jean-Luc Molineris       | Raymond Martin            | André Gevers              |          |
| 1977                       | Régis Delépine           | Pierre-Raymond Villemiane | Patrick Perret            |          |
| 1978                       | Régis Ovion              | Joop Zoetemelk            | Patrick Friou             |          |
| 1979                       | Jean-René Bernaudeau     | Régis Ovion               | René Bittinger            |          |
| 1980                       | Yves Hézard              | Gilbert Duclos-Lassalle   | Phil Anderson             |          |
| 1981                       | Francis Castaing         | Didier Vanoverschelde     | Marc Madiot               |          |
| 1982                       | Didier Vanoverschelde    | Jean-François Chaurin     | Pierre-Raymond Villemiane |          |
| 1983                       | Stephen Roche            | Marc Madiot               | Phil Anderson             |          |
| 1984                       | Sean Kelly               | Francis Castaing          | Laurent Biondi            |          |
| 1985                       | Niki Rüttimann           | Gilbert Duclos-Lassalle   | Éric Caritoux             |          |
| 1986                       | Dominique Lecrocq        | Sean Kelly                | Francis Castaing          |          |
| 1987                       | Kim Andersen             | Jean-Marc Manfrin         | Régis Simon               |          |
| 1988                       | Patrice Esnault          | Charly Mottet             | Jean-Claude Colotti       |          |
| 1989 keine Austragung      |                          |                           |                           |          |
| 1990                       | Laurent Jalabert         | Steffen Wesemann          | Dan Radtke                |          |
| 1991                       | Andreï Tchmil            | Marek Kulas               | Tom Desmet                |          |
| 1992                       | Wilfried Nelissen        | Bruno Cornillet           | Peter Van Petegem         |          |
| 1993                       | Bruno Cornillet          | Herman Frison             | Laurent Desbiens          |          |
| 1994                       | Lars Michaelsen          | Peter Meinert Nielsen     | Edwig Van Hooydonck       |          |
| 1995                       | Daniele Nardello         | Lars Michaelsen           | Jean-Pierre Heynderickx   |          |
| 1996                       | Tristan Hoffman          | Pascal Chanteur           | Gérard Rué                |          |
| 1997                       | Laurent Roux             | Peter Van Petegem         | Ludo Dierckxsens          |          |
| 1998                       | Ludo Dierckxsens         | Laurent Brochard          | Maarten den Bakker        |          |
| 1999                       | Daniele Nardello         | Andreï Tchmil             | Laurent Brochard          |          |
| 2000                       | Laurent Brochard         | Chris Peers               | Bo Hamburger              |          |
| 2001                       | Florent Brard            | Nico Mattan               | Scott Sunderland          |          |
| 2002                       | Allan Johansen           | Geert Van Bondt           | Charles Guilbert          |          |
| 2003                       | Jens Voigt               | Florent Brard             | Nicolas Fritsch           |          |
| 2004                       | Jérôme Pineau            | Martin Elmiger            | Davide Rebellin           |          |
| 2005                       | Lars Bak                 | Benoît Vaugrenard         | Grégory Rast              |          |
| 2006                       | Thomas Voeckler          | Aljaksandr Ussau          | Stuart O’Grady            |          |
| 2007                       | Romain Feillu            | Aurélien Clerc            | Aljaksandr Ussau          |          |
| 2008                       | Bernhard Eisel           | Cédric Pineau             | Anthony Charteau          |          |
| 2009                       | André Greipel            | Juan José Haedo           | Aljaksandr Ussau          |          |
| 2010                       | Anthony Ravard           | Romain Feillu             | Matti Breschel            |          |
| 2011                       | Mathew Hayman            | Baden Cooke               | Greg Henderson            |          |
| 2012                       | Florian Vachon           | Nacer Bouhanni            | John Degenkolb            |          |
| 2013                       | John Degenkolb           | Arnaud Démare             | Samuel Dumoulin           |          |
| 2014                       | John Degenkolb           | Jauhen Hutarowitsch       | Giacomo Nizzolo           |          |
| 2015                       | Sam Bennett              | Nacer Bouhanni            | Giacomo Nizzolo           |          |
| 2016                       | Sam Bennett              | Alexander Porsew          | Rudy Barbier              |          |
| 2017                       | Rudy Barbier             | Marc Sarreau              | Jérémy Lecroq             |          |
| 2018                       | Valentin Madouas         | Bryan Coquard             | Christophe Laporte        |          |
| 2019                       | Marc Sarreau             | Tom Van Asbroeck          | Amaury Capiot             |          |
| 2020 keine Austragung      |                          |                           |                           |          |
| 2021                       | Jordi Meeus              | Arnaud Démare             | Niccolò Bonifazio         |          |
| 2022                       | Jasper Philipsen         | Arnaud Démare             | Bryan Coquard             |          |
| 2023                       | Arnaud Démare            | Arnaud De Lie             | Jordi Meeus               |          |
| 2024                       | abgesagt                 | abgesagt                  | abgesagt                  | abgesagt |
| 2025                       | abgesagt                 | abgesagt                  | abgesagt                  | abgesagt |